# Dysochrysa
Dysochrysa är ett släkte av insekter. Dysochrysa ingår i familjen guldögonsländor.
Kladogram enligt Catalogue of Life:
| Dysochrysa | \| \| Dysochrysa furcata \| \| \| \| \| \| Dysochrysa reflexa \| \| \| \| |
|            | \| \| Dysochrysa furcata \| \| \| \| \| \| Dysochrysa reflexa \| \| \| \| |
|            | Dysochrysa furcata                                                        |
|            |                                                                           |
|            | Dysochrysa reflexa                                                        |
|            |                                                                           |